# ضريح عائلة بوتو
ضريح ذو الفقار علي بوتو (بالأردية: ذوالفقار علی بھٹو کے مزار) (بالسندية: شهيد ذوالفقار علي ڀٽو جي مزار)‏يقع في كرهي خدابخش في إقليم السند الباكستاني. يضم قبور عائلة بوتو: ذو الفقار علي بوتو، وزوجته نصرت بوتو، وابنته بينظير بوتو، وولده مرتضى بوتو.

## أعلام
- ذو الفقار علي بوتو
- بينظير بوتو

## اقرأ أيضا
- ذو الفقار علي بوتو
- بينظير بوتو
- ضريح